# Elisabeth von Thadden (Journalistin)

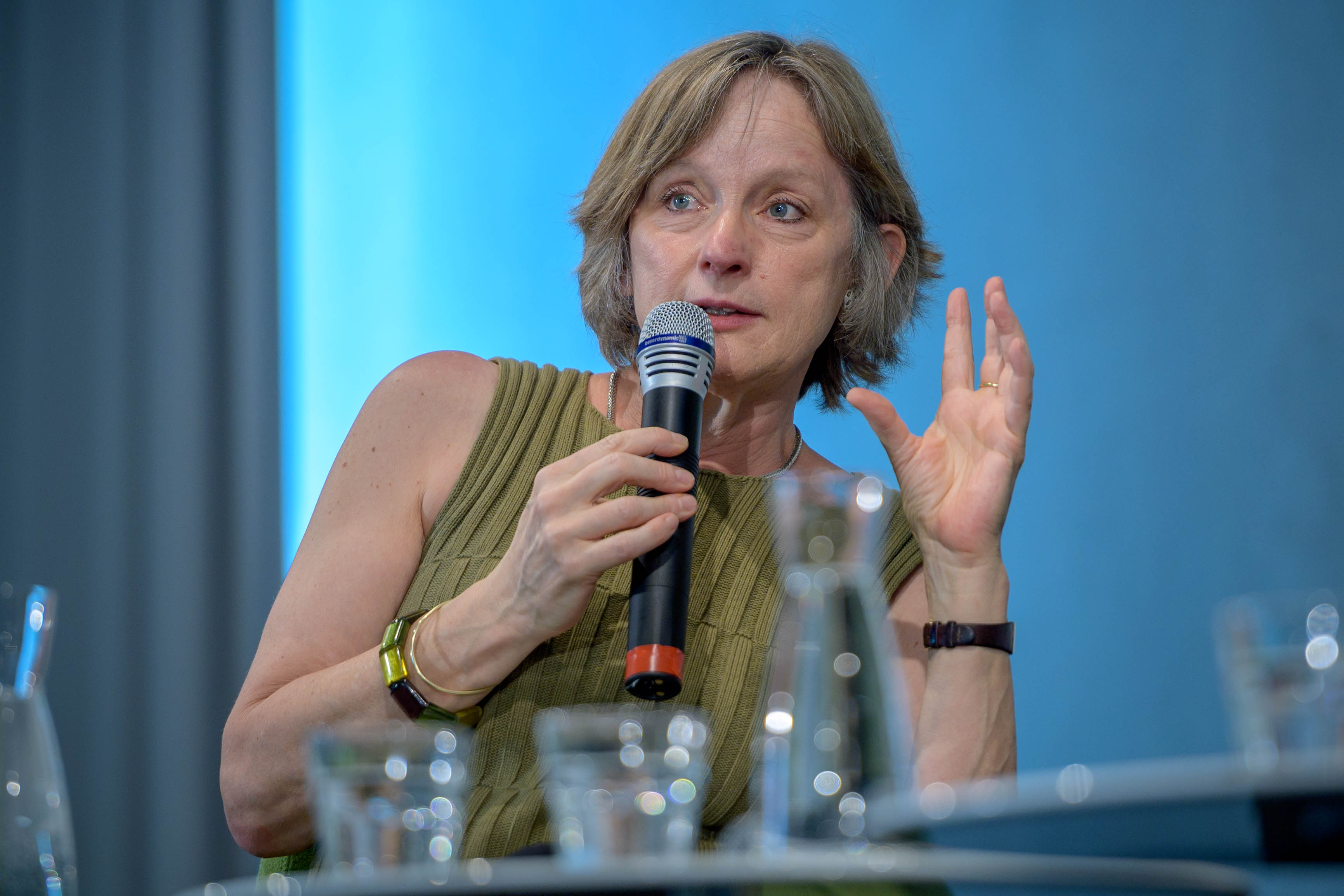
Elisabeth von Thadden, 2019

Elisabeth Christine von Thadden (* 1. April 1961 in Göttingen) ist eine deutsche Journalistin, Literaturwissenschaftlerin und Sachbuchautorin.

## Leben

### Herkunft
Elisabeth von Thadden ist die Tochter des Historikers Rudolf von Thadden (1932–2015) und seiner Frau, der Schriftstellerin Wiebke von Thadden, geb. Fesefeldt. Ihre Brüder sind der Wirtschaftswissenschaftler Ernst-Ludwig von Thadden und der Ökonom Leopold von Thadden. Die namensgleiche Widerstandskämpferin Elisabeth von Thadden war ihre Großtante. Von Thadden hat zwei Kinder.

### Werdegang
Von Thadden studierte Literaturwissenschaft und Geschichte in Freiburg, Paris und Berlin. Sie wurde im Juli 1992 bei Gerhard Kaiser an der Albert-Ludwigs-Universität Freiburg mit einer Dissertation über Goethes Die Wahlverwandtschaften promoviert.
Nach der Promotion arbeitete sie während der Wende zunächst als Redakteurin bei der Berliner Wochenpost und bei der Berliner Zeitung. Seit 1999 arbeitet sie für die ZEIT und ist dort als Literaturredakteurin unter anderem für das Ressort Politisches Buch verantwortlich.

## Veröffentlichungen
- Erzählen als Naturverhältnis – „Die Wahlverwandtschaften“. Zum Problem der Darstellbarkeit von Natur und Gesellschaft seit Goethes Plan eines „Roman über das Weltall“. Fink, München 1993, ISBN 3-7705-2894-8 (Dissertation Universität Freiburg im Breisgau).
- Familiäre Gründe. Illustrationen von Cornelia von Seidlein. Berlin-Verlag, Berlin 2000, ISBN 3-8270-0344-X.
- mit Ulrich Schnabel und Christiane Grefe (Hrsg.): Wer denkt für morgen? Wie unsere Zukunft aussieht – 21 Denker für das 21. Jahrhundert (= Herder-Spektrum, Band 6242). Herder, Freiburg im Breisgau / Basel / Wien 2010, ISBN 978-3-451-06242-1.[1]
- Die berührungslose Gesellschaft. Verlag C.H. Beck, München 2018, ISBN 978-3-406-72782-5.